# Catedral de San Ignacio de Loyola (Palm Beach)
La catedral de San Ignacio de Loyola (en inglés: Cathedral of St. Ignatius Loyola) es una catedral católica situada en Palm Beach Gardens, Florida. Es la sede de la diócesis de Palm Beach, que administra a los condados de Palm Beach, Martin, Okeechobee, St. Lucie, e Indian River. La diócesis supervisa 49 parroquias individuales. El actual obispo es Gerald Barbarito. 
San Ignacio de Loyola fue establecida como parroquia de la Arquidiócesis de Miami el 25 de junio de 1970 por el Arzobispo Coleman Carroll.  El Rev. John Mulcahy fue designado para ser su primer pastor. La primera misa de la parroquia se celebró en el Palm Beach Gardens Community High School para menos de dos docenas de personas, el 5 de julio de 1970. En 1974 hubo más de 600 familias en la parroquia. Una rectoría fue construida en 1979 y en 1982 la parroquia tenía bajo su administración más de 2.000 hogares por lo que se hicieron los planes para una nueva iglesia. 
La construcción de la actual iglesia se inició en 1983. A pesar de que se estaba construyendo el Papa Juan Pablo II estableció la Diócesis de Palm Beach el 16 de junio de 1984.  San Ignacio fue elegida como la catedral de la nueva diócesis. La nueva catedral fue dedicado por el Arzobispo Edward A. McCarthy, el 6 de octubre de 1984. El Obispo Thomas V. Daily fue instalado como el primer obispo de Palm Beach el 24 de octubre del mismo año. 